# Zlatica
Zlatica (in bulgaro Златица?) è un comune bulgaro situato nella Regione di Sofia di 6 557 abitanti (dati 2009). La sede comunale è nella località omonima.

## Località
Il comune è formato dall'insieme delle seguenti località:
- Zlatica (sede comunale)
- Cărkvište
- Karlievo
- Petrič